# هربرت فرناندو
هربرت فرناندو (4 يناير 1933 بسريلانكا - ) هو لاعب كريكت سريلانكي.

## وصلات خارجية
- هربرت فرناندو على موقع إي آس بي آن كريك إنفو (الإنجليزية)